# FEBIAC
FEBIAC is de federatie van de bedrijven van de Belgische auto- en tweewielerindustrie. De organisatie is bij het publiek vooral bekend als organisator van het jaarlijkse autosalon, de Brussels Motor Show.

## Geschiedenis
In 1899 richtte Louis Mettewie een organisatie op onder de naam Chambre Syndicale de l'Automobile et des Industries (CSAI). Na de Eerste Wereldoorlog veranderde de CSAI haar naam in Chambre Syndicale des Constructeurs d'Automobilies et de Cycles de Belgique (CSACB).
De Federatie van de Belgische Auto- en Rijwielindustrie werd op haar beurt opgericht in 1936 en verenigde de buitenlandse constructeurs met Belgische vestigingen. Beide organisaties fuseerden in 1969.
Van 1970 tot 1982 sloten ook de beroepsfederaties van bedrijfsvoertuigen, motoren en rijwielen aan, waardoor FEBIAC de overkoepelende structuur is geworden van de constructeurs en invoerders van de vervoermiddelen op de weg en hun industriële toeleveranciers,

## Bestuur
| Periode    | Voorzitter            |
| ---------- | --------------------- |
| 1899-1905  | Louis Mettewie        |
| 1905-1931  | Jacques de Liedekerke |
| 1931-1947  | Alfred Goldschmidt    |
| 1948-1960  | Louis Brondeel        |
| 1960-1978  | Edouard Desgain       |
| 1978-1987  | Hendrik Daems         |
| 1987-1990  | Herman Vermeerbergen  |
| 1990-1995  | André Van Roy         |
| 1995-2001  | Ingmar Jonkers        |
| 2001-2006  | Jean-Albert Moorkens  |
| 2006-2011  | Pierre-Alain De Smedt |
| 2011-2017  | Thierry van Kan       |
| 2017-2023  | Philippe Dehennin     |
| 2023-heden | Freddy De Mulder      |

| Periode    | Gedelegeerd bestuurder |
| ---------- | ---------------------- |
| 1999-2020  | Luc Bontemps           |
| 2020-2024  | Andreas Cremer         |
| 2024-heden | Frank Van Gool         |